# Día Mundial de la Visión
El Día Mundial de la Visión  es una jornada que  se celebra el segundo jueves de octubre cada año desde 2000 y fue establecido por la Organización Mundial de la Salud (OMS) y la Agencia Internacional para la Prevención de la Ceguera (IAPB, por sus siglas en inglés) en ese mismo año.

## Proclamación
El Día Mundial de la Visión fue proclamado oficialmente en el año 2000 por la Agencia Internacional para la Prevención de la Ceguera (IAPB) en colaboración con la Organización Mundial de la Salud (OMS), formando parte de la campaña de atención médica SightFirst que comenzó en 1990 para luchar mundialmente contra las principales causas de ceguera. Posteriormente, el Día Mundial de la Visión se incorporó a VISION 2020: el derecho a la vista, una campaña lanzada en 1999 por la OMS y la IAPB.
El objetivo de esta proclamación es sensibilizar sobre la importancia de la salud visual y la prevención de la discapacidad visual, así como promover el acceso a servicios de salud ocular de calidad. La IAPB es responsable de decidir el tema de cada año y crear materiales informativos, a partir de los cuales los miembros y organizaciones planifican sus propios eventos.

## Celebración
Este día se celebra el segundo jueves de octubre. La elección de esta fecha permite un enfoque periódico y sistemático para destacar los problemas de salud visual a nivel global. La primera celebración oficial tuvo lugar en el año 2000, aunque los orígenes pueden remontarse al 8 de octubre de 1984 en base a actividades organizadas por la Fundación del Club Internacional de Leones. En su periodo oficial el día se ha celebrado con diversas actividades y eventos que incluyen campañas de sensibilización, exámenes de la vista gratuitos, conferencias, talleres y programas de educación sobre la salud ocular.

## Temas
- 2002-2005: Right to sight,[9]  ('El derecho a ver')
- 2006: Low Vision,[10] ('Baja visión')
- 2007: Vision for children,[11] ('Visión para los niños')
- 2008: Eyes on the Future,[12] ('Ojos en el futuro')
- 2009: Gender and Eye Health,[13] ('Género y salud ocular')
- 2010: Countdown to VISION 2020,[14] ('Cuenta regresiva para VISION 2020')
- 2011: The Right to Sight,[15] ('El derecho a ver')
- 2012: No hay tema[16]
- 2013: Universal Eye Health,[17] ('Salud ocular universal')
- 2014: No more Avoidable Blindness,[18] ('No más ceguera evitable')
- 2015-2016: Universal Eye Health,[19][20] ('Salud ocular universal')
- 2017: Make Vision Count,[21]  ('Haz que la visión cuente')
- 2018: Eye Care Everywhere,[22]  ('Cuidado ocular en todas partes')
- 2019: ¡En primer lugar la visión![23]
- 2020: Hope In Sight,[24] ('Esperanza en la visión')
- 2021: Love Your Eyes,[25] ('Ama tus ojos')
- 2022: Together we did it!,[26] ('¡Juntos lo hicimos!')
- 2023: Love Your Eyes at Work,[5][27] ('Ama tus ojos en el trabajo')
- 2024: Prioritise Child Eye Health,[7] ('Prioriza la salud ocular infantil')